# قرداش آباد (مقاطعة فراشبند)
قرداش‌آباد (بالفارسية: قرداش‌آباد) هي قرية تقع في قسم نوجين الريفي في إيران. يقدر عدد سكانها بـ 113 نسمة بحسب إحصاء 2016.